# Graphomya columbiana
Graphomya columbiana är en tvåvingeart som beskrevs av Arntfield 1975. Graphomya columbiana ingår i släktet Graphomya och familjen husflugor.
Artens utbredningsområde är Washington. Inga underarter finns listade i Catalogue of Life.